# Women's Health Initiative

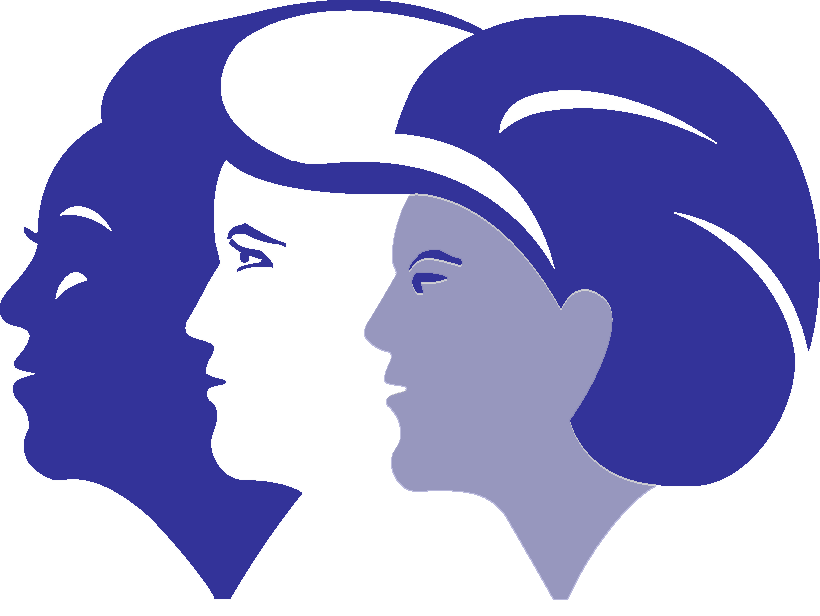
Logótipo da Women's Health Initiative (WHI)

A Women's Health Initiative (WHI) foi iniciada pelo Instituto Nacional de Saúde dos EUA (NIH) em 1991. A Women's Health Initiative, que consistia em três ensaios clínicos e um estudo observacional, foi conduzida para abordar os principais problemas de saúde que causam morbidade e mortalidade em mulheres na pós-menopausa. Em particular, ensaios clínicos aleatórios foram elaborados e financiados que abordaram doenças cardiovasculares, cancro e osteoporose. Na sua totalidade, o WHI matriculou mais de 160.000 mulheres na pós-menopausa com idades entre 50-79 anos (no momento da inscrição no estudo) ao longo de 15 anos, tornando-se um dos maiores estudos de prevenção dos EUA do seu tipo, com um orçamento de $ 625 milhões. Uma análise de 2014 calculou um retorno económico líquido sobre o investimento de US $ 37,1 biliões para o braço de estrogénio+progesterona do teste de hormonas, fornecendo um caso forte para o uso contínuo desta variedade de grandes estudos populacionais com financiamento público.